# روزی که زمین منفجر شد: فیلم لونی تونز
روزی که زمین منفجر شد: فیلم لونی تونز (به انگلیسی: The Day the Earth Blew Up: A Looney Tunes Movie) یک فیلم پویانمایی کمدی و علمی تخیلی آمریکایی به کارگردانی پیت براونگارت (در اولین کارگردانی بلندش) و نویسندگی کوین کاستلو است. این فیلم توسط برادران وارنر انیمیشن با همکاری جی‌اف‌ام (که به عنوان توزیع کننده جهانی نیز فعالیت می‌کند) تولید می‌شود و اولین فیلم کاملاً انیمیشنی غیر تلفیقی در مجموعه لونی تونز می‌باشد که اکران سینمایی دریافت کرده، و همچنین اولین فیلم از این مجموعه است که توسط برادران وارنر پیکچرز توزیع نمی‌شود. این فیلم یک اسپین‌آف از مجموعه کارتون‌های لونی تونز است که توسط براونگارت ساخته شده است و صداپیشگی اریک بائوزا، کندی مایلو، پیتر مک‌نیکول، فرد تاتاسیور و لرین نیومن را دربردارد. تمرکز فیلم بر روی دافی داک و پورکی پیگ می‌باشد، که سعی دارند زمین را از تهاجم بیگانگان نجات دهند.
پس از اعلام آن در سال ۲۰۲۱، روزی که زمین منفجر شد در ابتدا قرار بود در مکس و در کارتون نت‌ورک منتشر شود. با این حال، این فیلم در جشنواره بین‌المللی فیلم انیمیشن انسی در ۱۱ ژوئن ۲۰۲۴ به نمایش درآمد و در ۱۳ دسامبر ۲۰۲۴ توسط کچاپ اینترتینمنت اکران محدودی در ایالات متحده داشت، و سپس در ۱۴ مارس ۲۰۲۵ به سینماها گسترش یافت. این فیلم نقدهای مثبتی از سوی منتقدان دریافت کرد و در مقابل بودجه ۱۵ میلیون دلاری، ۶ میلیون دلار در سراسر جهان فروش داشته است.

## فرضیه داستانی
به دلیل یک سری کارهای خلاف در کارخانه تولید آدامس حباب، دافی داک و پورکی پیگ یک نقشه مخفی را کشف می‌کنند که در آن بیگانگان قصد دارند از طریق کنترل ذهن، زمین را تصرف کنند. این دو در حالی که سعی می‌کنند از دیوانه کردن یکدیگر جلوگیری کنند، باید با هم همکاری کنند تا بیگانگان را متوقف کنند.

## صداپیشه‌ها
- اریک بائوزا در نقش دافی داک و پورکی پیگ[۷][۸]
- کندی مایلو در نقش پتونیا پیگ[۸]
- پیتر مک‌نیکول در نقش مهاجم[۸]
- فرد تاتاسیور[۸]
- لرین نیومن[۸]

## تولید
در سپتامبر ۲۰۲۱ گزارش شد که فیلمی بر اساس مجموعه کارتون‌های لونی تونز در برادران وارنر انیمیشن در حال ساخت است که بر روی دافی داک و پورکی پیگ تمرکز دارد. کوین کاستلو، که قبلاً تام و جری (۲۰۲۱) را برای گروه انیمیشن وارنر نوشته بود، به عنوان نویسنده اعلام شد و پیت برونگارت به عنوان تهیه‌کننده و کارگردان از کارتون‌های لونی تونز بازگشته است.
باب برگن که صداپیشگی پورکی پیگ در کارتون‌های لونی تونز را بر عهده داشت، تأیید کرد که دیگر این نقش را صداپیشگی نخواهد کرد. همچنین کندی مایلو جایگزین لارا جیل میلر در نقش پتونیا پیگ شده است.
به گفته تهیه‌کننده الکس کیروان، تولید این فیلم در مارس ۲۰۲۴ به پایان رسید.

## انتشار
روزی که زمین منفجر شد: فیلم لونی تونز در ابتدا قرار بود در مکس و کارتون نت‌ورک منتشر شود. با این حال در ۲۲ اوت ۲۰۲۲ گزارش شد که این فیلم دیگر در آنجا منتشر نخواهد شد و در عوض توسط سایر سرویس‌های استریم خریداری می‌شود. در ۲۰ ژوئن ۲۰۲۳، نام فیلم به صورت «Looney Tunes: Bubble Brains» اعلام شد. در ۲۶ اکتبر ۲۰۲۳ اعلام شد که این فیلم در سینماها اکران خواهد شد و عنوان آن به عنوان اصلی بازگشت و جی‌اف‌ام انیمیشن حقوق توزیع جهانی را در دست داشت. این استودیو فروش خود را در بازار فیلم آمریکا از ۳۱ اکتبر تا ۵ نوامبر ۲۰۲۳ آغاز کرد، که در آنجا اولین نمایش فیلم در آن نشان داده شد.
این فیلم در جشنواره بین‌المللی فیلم انیمیشن انسی در ۱۱ ژوئن ۲۰۲۴ به نمایش درآمد و در ۱۳ دسامبر ۲۰۲۴ توسط کچاپ اینترتینمنت اکران محدودی در ایالات متحده داشت، و سپس در ۱۴ مارس ۲۰۲۵ به سینماها گسترش یافت.